# Antonio della Porta
Antonio della Porta dit Tamagnino (Claino con Osteno V. 1471 - Porlezza, 1520) est un sculpteur italien de la Renaissance.

## Biographie

### Des débuts prometteurs
Sculpteur et décorateur appartenant à une célèbre famille d'artistes de Porlezza, Antonio della Porta est le fils de Giacomo (1430-1481), lui aussi sculpteur, frère de Guglielmo et de Bartolomeo (1460-1514). Sa mère est la sœur de Maddalena Sorali, fille de Guiniforte Solari, ingénieur en chef du Dôme de Milan, épouse de Giovanni Antonio Amadeo qui est donc son oncle maternel. En 1484, ce dernier l'accepte comme apprenti dans son atelier, et en 1491 il l'engage comme collaborateur dans la réalisation des sculptures de la façade de la Chartreuse de Pavie, suivie en 1492 par un vrai pacte de collaboration jusqu'à la fin de l'engagement, étendu en 1494 aux sculpteurs Pasio Gaggini de Bissone et Gerolamo Viscardi de Laino (Lombardie). En 1492, comme maître-sculpteur, il s'occupe de l'apprentissage du jeune Antonio Carloni, neveu du sculpteur Antonio Carloni de Scaria.
La critique lui attribue, de 1495 à 1498, en collaboration avec son neveu Pasio Gaggini, huit statues de saints et quatre bustes de prophètes dans le soubassement de la façade de la Chartreuse de Pavie.

### Créations à Brescia et à Gênes
Entre décembre 1489 et mai 1490, et entre novembre 1499 et juin 1500, il fait partie des sculpteurs actifs à Brescia dans la décoration à bas-relief de la façade interne de l'église Santa Maria dei Miracoli avec une douzaine d'anges et quelques sculptures avec des Docteurs de l'Église, toutes les œuvres existant encore ; il est aussi l'auteur des six bustes d'empereurs romains dans la partie occidentale du Palazzo della Loggia.
En 1500, il réalise le buste d'Acellino Salvago, son chef-d'œuvre, conservé au Musée de Bode de Berlin. Avec son neveu Pace, il ouvre un atelier en 1501 sur le pont des Cortellieri (lieu destiné au débarquement des marbres en provenance de Carrare et de la Riviera du Levant) : position qui leur permet d'avoir la meilleure matière première et d'envoyer leurs œuvres de sculpture dans toute la Méditerranée, principalement en France et en Espagne.
Le 23 mars 1501, à Gênes, il signe un contrat de 1 660 lires comme exécuteur, en collaboration avec son neveu Pace, des bas-reliefs des deux monuments funéraires Lomellini dans la chapelle de l'église de San Teodoro sur la place Dinegro.
Pour le Palazzo di Lorenzo Cattaneo sur la place Grillo Cattaneo en 1505, il sculpte le portail de marbre (en collaboration avec Gian Petro Gaggini), dont la structure représente un hapax entre les portails génois. Les pilastres, qui partent de terre sans base, sont interrompus à leurs trois-quarts par des semi-chapiteaux, formant presque un second portail superposé. Les symboles représentés dans les bas-reliefs des pilastres et de l'architrave sont différents. Sur la gauche, le motif à candélabre est enrichi d'oiseaux exotiques avec, au sommet, un panier de fruits et de fleurs ; sous le semi-chapiteau se trouvent les armes antiques romaines. Sur la droite, les motifs sont essentiellement floraux et se terminent avec un pélican, surplombé par des armes modernes lombardes. Dans les creux de l'architrave, à gauche, se trouve une licorne, chevauchée par une silhouette masculine puis, sur la droite, une silhouette féminine chevauche un lion. Au centre se trouve le blason des Grillo Cattaneo. Sur la gauche, les motifs floraux ont, à leur base, deux dauphins en position spéculaire chevauchés par des aigles. Sur la droite, deux monstres marins, dont la tête est en forme de fleur, sont nourris par des oiseaux aux ailes déployées.

### Créations en France
Après une courte présence à la Sainte Maison de Lorette, il se rend avec Pasio Gaggini en 1506 sur invitation du cardinal Georges d'Amboise en France en Haute-Normandie, et ensemble ils sculptent à Rouen la fontaine de l'Archevêché et, dans le château de Gaillon, une fontaine dont certains éléments ont été transférés au château de La Rochefoucauld, en Angoumois, dont ils ornent encore l'esplanade sud. Entre 1506 et 1508 dans l'église de Folleville, ils réalisent tous les deux les gisants de Raoul de Lannoy et de son épouse Jeanne de Poix, « la création artistique la plus admirable de la France septentrionale » selon Léon Palustre.

### Créations finales en Italie du Nord
En 1508, dans l'église de San Lanfranco à la périphérie de Pavie avec Amadeo, Pasio Gaggini, Biagio Vairone et d'autres, il termine le décor de l'Arc de San Lanfranco Beccari. À Gênes, dans le Palazzo delle Compere, on lui attribue en 1509 la belle statue expressive de Francesco Lomellini dont le socle porte l'inscription : Pace Gazinus de Bissonius faciebat.
À Salò, on lui attribue le portail de marbre qui depuis 1509 orne la façade du gothique tardif du Duomo di Santa Maria Annunziata. De retour à la Chartreuse de Pavie, dans le presbytère des moines, il est l'auteur en 1513 d'un Triomphe romain, du portail majeur et, à l'intérieur, du tabernacle, et entre 1517 et 1519, sur la façade de diverses statues de saints.
Il est aussi l'auteur du buste de Jacopo Rusca de Locarno et de trois tondi avec le portrait de Ludovico il Moro et un portrait féminin conservés au Museo del Castello visconteo et un autre portrait aujourd'hui au Musée National suisse de Zurich.
À Gênes, dans le palazzo San Giorgio, déjà « palais de la mer », dans l'ambiance médiévale reconstruite, la salle du Capitano del Popolo conserve la statue des Benefattori del Banco, quelques sculptures de Michele D'Aria tandis que les statues de Francesco Lomellini et de Luciano Grimaldi lui sont attribuées à lui et son neveu Pace.

## Œuvres
- sculptures de la façade de la Chartreuse de Pavie,
- buste d'Acellino Salvago,
- monuments funéraires Lomellini dans la chapelle de l'église de San Teodoro de Gênes,
- Portail du Palazzo di Lorenzo Cattaneo de Gênes,
- Gisants de Raoul de Lannoy et de Jeanne de Poix dans l'Église de Folleville etc.

## Pour approfondir